# Llendepín
Llendepín (en asturiano: Ḷḷendepín) es una casería española de la parroquia de San Martín de Luiña, perteneciente al municipio de Cudillero, en la comunidad autónoma de Asturias.

## Toponimia
El nombre del lugar puede encontrarse escrito con las grafías Llendepín, Llendepin y Ḷḷendepín.

## Historia
Hacia mediados del siglo XIX, el lugar, ya por entonces perteneciente a la parroquia de San Martín de Luiña del municipio de Cudillero, tenía contabilizada una población de 55 habitantes. Aparece descrito en el décimo volumen del Diccionario geográfico-estadístico-histórico de España y sus posesiones de Ultramar de Pascual Madoz con las siguientes palabras:

LLENDEPIN: braña en la prov. de Oviedo, ayunt. de Cudillero y felig. de San Martin de Luiña. sit. entre los r. Uncin y Esqueiro. prod.: patatas, escanda, algun maiz y pastos. pobl.: 15 vec., 55 alm. (V.)
(Madoz, 1847, p. 492)

En 2023, la entidad singular de población de Llendepín tenía empadronado 1 habitante, en diseminado.